# Michail Sergejewitsch Gluchow
Michail Sergejewitsch Gluchow (russisch Михаил Сергеевич Глухов; * 13. Mai 1988 in Orsk, Russische SFSR) ist ein russischer Eishockeyspieler, der seit November 2014 bei Ak Bars Kasan in der Kontinentalen Hockey-Liga unter Vertrag steht.

## Karriere
Michail Gluchow begann seine Karriere als Eishockeyspieler bei Kristall Elektrostal, für dessen Profimannschaft er von 2004 bis 2006 in der Wysschaja Liga, der zweiten russischen Spielklasse, aktiv war. Anschließend spielte der Angreifer zwei Jahre lang für Chimik Moskowskaja Oblast in der Superliga. Zur Saison 2008/09 wechselte er zum HK Lada Toljatti aus der neu gegründeten Kontinentalen Hockey-Liga. Für das Team gab er in insgesamt 24 Spielen eine Torvorlage. Die folgende Spielzeit begann der Linksschütze beim Zweitligisten Titan Klin, ehe er einen Vertrag bei Amur Chabarowsk aus der KHL erhielt. Für Amur stand er in sechs Spielen auf dem Eis und bereitete ein Tor vor. Die restliche Spielzeit verbrachte er in der Nachwuchsliga MHL.
2012 wechselte er innerhalb der KHL zu Atlant Mytischtschi. Im November 2014 wurde er gegen Zahlung einer Entschädigung an Ak Bars Kasan abgegeben. 

### International
Für Russland nahm Gluchow an der U18-Junioren-Weltmeisterschaft 2006 teil.

## KHL-Statistik
(Stand: Ende der Saison 2018/19)